# Dimos Samos
Dimos Samos (Samos) är en kommun i Grekland.   Den ligger i prefekturen Nomós Sámou och regionen Nordegeiska öarna, i den östra delen av landet, 270 km öster om huvudstaden Aten. Antalet invånare är 34 000. Dimos Samos ligger på ön Samos.